# Wiener SK
Wiener SK – austriacki klub piłkarski obecnie grający w Regionalliga Ost. W sezonie 2006/07 klub zakończył sezon na 4. miejscu

## Historia
Wiener SK ma swoje korzenie w Wiener SC. Tradycja klubu sięga roku 1883. Klub zbankrutował w 1995 roku.
W 2001 roku klub został reaktywowany i obecnie występuje w Regionalliga Ost.